# Arthur Wynne

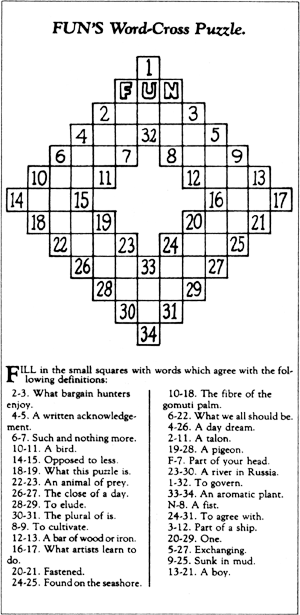
Pierwsza kryzówka

Arthur Wynne (ur. 22 czerwca 1871 r. w Evertonie, zm. 1945 r. w Clearwater) – amerykański dziennikarz i innowator brytyjskiego pochodzenia.

## Życiorys
Urodził się 22 czerwca 1871 r. w Everton, dzielnicy Liverpoolu. Jego ojciec pracował w lokalnej gazecie Liverpool Mercury. W młodości zajmował się rolnictwem, uprawiając cebulę, ale porzucił tę działalność i w wieku 19 lat wyemigrował do Stanów Zjednoczonych. W nowym kraju podjął pracę jako dziennikarz, początkowo w Pittsburgh Press, a równocześnie grał na skrzypcach w Pittsburgh Symphony Orchestra. Później przeniósł się do Nowego Jorku, podejmując pracę w New York World, gdzie doszedł do pozycji edytora. To na łamach tej gazety 21 grudnia 1913 r. umieścił pierwszą krzyżówkę, gdy polecono mu opracować nową łamigłówkę do działu rozrywkowego. Pierwsza krzyżówka miała kształt rombu i była pusta w środku, ale bez czarnych pól. Po opublikowaniu pierwszej łamigłówki Wynne bezskutecznie próbował skłonić swoich przełożonych do opatentowania tego wynalazku, jednak uznali oni, że krzyżówki nie przyjmą się i nie opłaca się przechodzić procedury patentowej. Jego następczynią w dziale rozrywki została w 1921 r. Margarett Farra, która wymyśliła nowe wzory krzyżówek, stosowane do dziś.
Zmarł w 1945 r. w Clearwater. 